# Kina (gruppo musicale)
I Kina, nati nel 1982 ad Aosta, sono stati un gruppo di spicco della scena hardcore italiana ed europea. Il gruppo si sciolse dopo una quindicina di anni di attività nel 1997 per poi riformarsi, nel volgere di pochi mesi con una formazione leggermente diversa, sotto il nome Frontiera. Le loro canzoni di punta sono state sicuramente Questi anni, dall'album Se ho vinto se ho perso, e Troppo lontano, singolo 7" omonimo. Dopo 11 anni dallo scioglimento, nel marzo 2008 la band si è riunita per alcuni concerti. Un'altra reunion vi è stata con il tour del 2019, in coincidenza con l'uscita del film Se ho vinto se ho perso di Gianluca Rossi, che racconta la storia del gruppo. 

## Storia del gruppo

### Gli inizi e la prima cassetta demotape.
Nel 1982 gli aostani Autofed tennero il loro unico concerto al Virus di Milano. Dalle ceneri di questo gruppo si formarono i Kina che vedevano al loro interno Alberto Ventrella alla voce e chitarra, Gianpiero Capra al basso e Sergio Milani alla batteria. Con questa formazione, la band, formata da poco più che ventenni, inizia a proporre una serie di piccoli concerti e nasce la necessità di avere materiale registrato per proporre la propria musica. Nel 1984, con l'aiuto di Renato, il proprietario dell'unico negozio di strumenti musicali e service della zona, e utilizzando una stalla dismessa e una ventina di microfoni, registrano il master di quello che venne poi diffuso su nastro con il marchio Subvert Tapes & Zines con il titolo Nessuno schema nella mia vita!. Il nastro verrà poi inviato, tra gli altri, alla redazione di Maximumrocknroll, che lo recensì, e in Germania, portando così al primo tour tedesco dei Kina.https://spittlerecords.bandcamp.com/album/nessuno-schema-nella-mia-vita

### Storia e discografia dei Kina
Nella primavera del 1984 fondarono assieme al gruppo Franti l'etichetta Blu Bus Dischi, per la quale, nel 1985, uscì il loro primo album dal titolo Irreale realtà. Al disco seguì un tour in Olanda assieme ai Cheetah Chrome Motherfuckers ed ai Negazione.
Nel 1986, il loro secondo album dal titolo Cercando..., autoprodotto dal gruppo stesso con la Blu Bus, venne contemporaneamente pubblicato in Inghilterra dalla Children of the Revolution Records. Seguì un tour che contava 33 date in tutta Europa. Nel dicembre '86, alla fine di questo tour, registrano a Lubecca Troppo lontano, che verrà poi pubblicato come EP su 7" nel 1987.https://spittlerecords.bandcamp.com/album/cercando
Nel 1989, dopo uno split 7" con The Sphere dove è uscita la prima versione acustica di Questi anni, esce il MLP La diserzione degli animali del circo firmato Kina & Howth Castle, in collaborazione con il nuovo progetto di Stefano Giaccone e Lalli dei Franti  A fine anno esce l'LP Se ho vinto se ho perso e nel 1990 lo stesso Giaccone entrerà nei Kina che dedicano l'anno soprattutto all'attività concertistica. Da questo lungo tour usciranno Your Choice Live Series LP e La gioia del rischio, due album che ne rappresentano una parziale documentazione.
Alla fine del '90 Alberto lascia il gruppo e Marco Brunet subentra alla chitarra e voce.
Nel 1991 pubblicano con X-Mist il singolo Biko/Chicago, riprendendo come cover i noti brani di Peter Gabriel e Graham Nash. Segue nel'92 Parlami ancora per Blu Bus in Italia e X- Mist https://www.ox-fanzine.de/interview/x-mist-records-1718in Germania. https://spittlerecords.bandcamp.com/album/parlami-ancora-2
Nel '93, dopo molti concerti in Italia, un tour spagnolo ed uno in Germania, Marco e Stefano lasciano il gruppo, mentre ritorna Alberto. Nel 1994 riprendono a suonare in tre per molte date in Italia e Germania.
Nel 1995, al termine di un tour in Polonia, il gruppo rientra in Italiahttps://www.youtube.com/watch?v=ThroIlrkF44&t=354s e apre il concerto dei Fugazi a Milanohttps://www.youtube.com/watch?v=4Yq1cbJbruM&t=794s. L'anno successivo pubblicano il loro quinto album, Città invisibili, e l'antologia Troppo lontano e altre storie.
Nel 1997 avviene l'ultimo tour in Germania, al termine del quale il gruppo si scioglie. Nello stesso anno partecipano all'album tributo agli Hüsker Dü con le cover First of the Last Calls e In a Free Land.
Nel 2018 Goodfellas ristampa Nessuno schema nella mia vita! e Irreale realtà, entrambi esauriti da molto tempo. L'anno successivo tocca a Cercando... e Troppo lontano e altre storie.https://spittlerecords.bandcamp.com/album/troppo-lontano-e-altre-storie
Nel 2019, in occasione dell'uscita del docufilm "Se ho vinto se ho perso" di Gian Luca Rossi, il gruppo si riunisce per un tour di dieci date in Italia e due date in Germania. 
Nel 2021 stella*nera raccoglie una selezione di registrazioni effettuate durante il reunion tour del 2019 e le pubblica su CD. La confezione comprende un libro di 60 pagine con testi, interviste e molte foto scattate ai concerti. A questa è allegato un DVD che contiene il docufilm "Se ho vinto se ho perso" diretto da Gian Luca Rossi.https://www.rockit.it/intervista/kina-documentario-se-ho-vinto-se-ho-perso-sergio-milani
Nel 2021 Spittle record pubblica la ristampa di Se ho vinto se ho perso e di Parlami ancora e nel 2022 pubblica per la prima volta in vinile, con cd allegato, l'album live La gioia del rischio e Città invisibili in vinile con cd allegato. Con queste due ristampe Spittle ha pubblicato le ristampe dell'intero repertorio dei Kina.https://spittlerecords.bandcamp.com/album/la-gioia-del-rischiohttps://spittlerecords.bandcamp.com/album/citta-invisibili
Nel 2024 esce una nuova ristampa di Se ho vinto se ho perso con colori della copertina modificati e questa volta cd allegato. https://spittlerecords.bandcamp.com/album/se-ho-vinto-se-ho-perso
In anni recenti sono uscite delle interviste retrospettive sulla storia del gruppo:
- con Diego de Aangelis su Vice https://www.vice.com/it/article/59dqd5/kina-se-ho-vinto-se-ho-perso-intervista-gianpiero-capra
- con Andrea Valentini su Rolling Stone https://www.rollingstone.it/musica/interviste-musica/kina-manuale-pratico-per-disattendere-le-attese/603734/
- con Riccardo Signorini su Ribelli a vita http://ribelliavita.blogspot.com/2017/08/intervista-ai-kina.html
- con Dan di Pogozine https://www.pogozine.com/intervista-kina/
- con Simone Nigrisoli su Dinamo press https://www.dinamopress.it/news/vinto-perso-intervista-ai-kina/
- con Andrea Ferraris su Sodapop https://www.sodapop.it/phnx/punk-primae-dopo-di-te-qualche-parola-con-giampiero-capra-su-kina-blu-bus-professione-e-scena-hardcore/
- con Stefano Roncoroni in video sulla RSI svizzera https://www.rsi.ch/play/tv/cult/video/ti-ricordi-dei-kina?urn=urn:rsi:video:15554860
- a Marco Pandin su Radio Punk https://www.radiopunk.it/kina-se-ho-vinto-se-ho-perso/

### Dopo i Kina
Dopo lo scioglimento dei Kina, Ventrella e Milani formeranno i Frontiera.

## Formazione
Il gruppo, subito partito come quintetto, diventò presto un trio composto da:
- Gianpiero Capra - basso elettrico e voce
- Sergio Milani - batteria e voce
- Alberto Ventrella - chitarra e voce
- Marco Brunet - chitarra e voce (1990 - 1993)
- Stefano Giaccone - voce, chitarra e sax (1990 - 1993)

## Discografia

### Album
- 1984 - Nessuno schema nella mia vita! (Cassetta, Subvert Tapes & Zines)
- 1985 - Irreale realtà (LP, Blu Bus)
- 1986 - Cercando... (LP, Blu Bus)
- 1989 - Se ho vinto, se ho perso (LP, Blu Bus)
- 1990 - La gioia del rischio (LP, Blu Bus)
- 1991 - Your Choice Live Series (LP, Your Choice Records)
- 1992 - Parlami ancora (LP, Blu Bus, X-Mist Records)
- 1993 - Irreale realtà/Cercando (CD compilation, Blu Bus)
- 1995 - Nessuno schema nella mia vita! (LP, Blu Bus, SOA Records)
- 1996 - Città invisibili (LP, Cassetta, CD, Blu Bus)
- 1996 - Troppo lontano e altre storie (CD compilation, Blu Bus)
- 2021 - Questi anni (CD e DVD, stella*nera)

### EP e 7"
- 1987 - Troppo lontano (7", Blu Bus)
- 1992 - Biko/Chicago (7", SiS Records)

### Split album
- 1988 - Come tu mi vuoi - con The Sphere(7", Blu Bus)
- 1988 - Mondo mai visto - con The Act (7", Urlo)
- 1996 - Split - con De Crew (7", Circus)

### Kina & Howth Castle
- 1989 - La diserzione degli animali del circo (12" Minialbum, Inisheer)

### Documentari
- Italian Punk Hardcore: 1980-1989 di Angelo Bitonto, Giorgio S. Senesi e Roberto Sivilia (2015)
- Se ho vinto, se ho perso di Gianluca Rossi (2020)